# 釜山浦海戰
釜山浦海戰是发生在1592年10月4日万历朝鲜战争期间朝鮮釜山港爆發的一場海戰，交戰的雙方是日本豐臣秀吉政權下的水師與朝鮮水師，最後朝鮮水師佔領釜山的計畫失敗，從此之後不敢再主動挑起海戰。

## 背景
自從日軍佔領釜山之後，大批的日軍及物資便源源不絕的從對馬與九州的名護屋城送來，經由釜山送抵在朝鮮各地作戰的日軍。 為了切斷日軍的補給拯救全面潰敗的朝鮮軍，朝鮮水師的指揮官李舜臣打算主動出擊佔領釜山。。

## 經過
1592年8月24日李舜臣、李億祺率左水營從（麗水出發，隔天蛇梁洋在與元均會合總數達到戰船74隻、挟船92隻。
9月1日經過多大浦、西平浦與絶影島後抵達釜山海域、此時日本水軍的船艦超過四百隻，且已做好防禦的準備。 朝鮮水軍奇襲失敗遭遇日軍的強大反擊，朝鮮將領鄭運被擊殺，李舜臣險些被俘虜，最後驚恐之中狼狽的逃向加徳島。
"李舜臣等攻釜山賊屯、不克。倭兵屢敗於水戰、聚據釜山、東萊、列艦守港。舜臣與元均悉舟師進攻、賊斂兵不戰、登高放丸。水兵不能下陸、乃燒空船四百餘艘而退。鹿島萬戶鄭運居前力戰、中丸死。舜臣痛惜之。
『宣祖修正実録』（宣祖二十五年八月戊子条）"

## 影響
由於前幾次以寡擊眾的勝利讓李舜臣失去冷靜的判斷，以為日本水軍不堪一擊，在沒有慎重考量的情況下貿然出擊，終於導致大敗。 此戰之後李舜臣不敢再輕言出擊，而轉為攻擊沒有戰船防護的運輸船團。

## 脚注
1. ↑  李忠武公全書　巻之十三　附録五　『宣廟中興志』